# Cynthia M. Beall
Cynthia M. Beall (* 1949) ist eine US-amerikanische Anthropologin und Humanbiologin an der Case Western Reserve University in Cleveland, Ohio. Sie gilt als führend in der Erforschung des Einflusses des Lebens in großen Höhen – insbesondere des Sauerstoffmangels (Hypoxie) – auf Natur und Kultur des Menschen.

## Leben und Wirken
Beall studierte Biologie an der University of Pennsylvania (Bachelor 1970) und Anthropologie an der Pennsylvania State University (Master 1972). Sie erwarb 1976 an der Pennsylvania State University einen Ph.D. in Anthropologie. Seit 1976 unterrichtet sie an der Case Western Reserve University, zunächst als Assistant Professor, ab 1982 als Associate Professor. 1987 erhielt sie eine ordentliche Professur. Seit 1994 hat sie die S.-Idell-Pyle-Professur für Anthropologie inne und seit 1995 zusätzlich eine Professur für Anatomie. Seit 2004 forscht sie zusätzlich für das Cleveland Museum of Natural History. Seit 2016 (bis 2024) gehört sie zum Verwaltungsrat (Board of Directors) der American Association for the Advancement of Science.
Gemeinsam mit Melvyn Goldstein untersuchte Beall den Einfluss des Lebens in großer Höhe auf die Physiologie des Menschen und auf das soziokulturelle Verhalten der Menschen, die unter diesen Bedingungen leben. Hierfür untersuchte sie Populationen in Tibet, den Anden und dem Hochland von Abessinien. Sie konnte nachweisen, dass die Anpassung der Bewohner des tibetischen Hochlandes anders ist als die der Andenbewohner. Sie leistete wichtige Beiträge zur quantitativen Genetik, zur Selektion und zur Genomik.

## Auszeichnungen (Auswahl)
- 1996 Mitglied der National Academy of Sciences[2]
- 1997 Fellow der American Association for the Advancement of Science[3]
- 2001 Mitglied der American Philosophical Society[4]
- 2009 Franz Boas Distinguished Achievement Award der Human Biology Association[5]
- 2011 Guggenheim-Stipendium[6]
- 2012 Pearl Memorial Lecture der Human Biology Association[7]
- 2013 Mitglied der American Academy of Arts and Sciences[8]

## Schriften (Monografien)
- Cynthia M. Beall (Hrsg.): Cross-cultural studies of biological aging. Oxford 1982 ISBN 0-08-028946-0
- Melvyn C. Goldstein, Cynthia M. Beall: Nomads of Western Tibet: The Survival of a Way of Life. Hongkong, Berkeley 1990 ISBN 0-520-07210-3
  - Deutsche Übersetzung: Die Nomaden Westtibets: der Überlebenskampf der tibetischen Hirtennomaden. Nürnberg 1991 ISBN 978-3-922619-11-6
- Melvyn C. Goldstein, Cynthia M. Beall: The Changing World of Mongolia’s Nomads. Berkeley 1993 ISBN 978-0-520-08551-0